# NK Novi Marof
NK Novi Marof je nogometni klub iz Novog Marofa.
Jedan je od starijih hrvatskih nogometnih klubova, osnovan 1927. godine, s dugom nogometnom tradicijom na novomarofskom području. Klub se koncentrira na rad s mladim igračima iz svog područja, tako da se već dugi niz godina ostvaruju odlični rezultati u mlađim kategorijama i omladinskoj školi. Trenutni pogon kluba čine : Prva momčad, Juniori, Pioniri, Limači u 10, Limači u 8 i veteranska ekipa. Sve mlađe uzrasne kategorije od limača do juniora su prvaci ili doprvaci svojih liga u prošlim prvenstvima, te vodeći ili drugoplasirani u ovogodišnjim sezonama. Prva momčad se natječe u MŽNL Čakovec – Varaždin ,te trenutno zauzima 12.mjesto.
Trener juniora : Milan Miketek
Juniori se natjecu u 2. HNL
Trener pionira : Antun Žugec
Trener limača u 10 : Zdravko Benjak
Trener limača u 8 : Tomislav Horvatić
Pioniri i limači se natječu u 1. HNL
Voditelj škole nogometa : Antun Žugec

Najveći uspjesi kluba u njegovoj povijesti :
- Prva evidentirana utakmica : 1927. godina : ŠK Viktorija Zelina – ŠK Novi Marof
- 1958. godina : Prvo mjesto u ligi podsaveza Varaždin, kvalifikacije za ulazak u Zagrebačku zonu : NK Novi Marof – NK Mladost, Zabok : 2 - 4, 2 - 4
- 1959. godina : Prvo mjesto u ligi podsaveza Varaždin, kvalifikacije za ulazak u zagrebačku zonu : NK Novi Marof – NK Prelog : 2 - 4, 2 - 4
- 1970. godina : Osvajač kupa podsaveza Varaždin : NK Novi Marof – NK Sloboda, Varaždin : 1-0
- Osvajač kupa varaždinsko-krapinske regije : NK Novi Marof – NK Oroteks, Oroslavje : 4-2
- Kup Jugoslavije, pobjeda u prvom kolu i ulazak među 64 ekipe : NK Novi Marof – NK Trešnjevka ( prvoligaš ) : 2-1 (Franjo Gradinščak, Zvonko Turković – Venera)
- 1993. godina : Finale kupa varaždinskog podsaveza : NK Varteks – NK Novi Marof : 1-0
- Sezona 1998./1999. : Član 3. HNL – Sjever
- Sezona 2007./2008. : Prvak 1. ŽNL - Varaždin, plasman u 4. HNL - Sjever
- Sezona 2008./2009. : Član 4. HNL – Sjever, osvojeno 3. mjesto
- Sezona 2011./2012. : Prvak 1. ŽNL - Varaždin, poraz u kvalifikacijama za 3. HNL - Sjever
-Sezona 2023. /2024.  :Prvak Elitna ŽNL Varaždin. 
Trenutačno se natječe u 1. ŽNL - Varaždin